# Algadefe (kommunhuvudort)
Algadefe är en kommunhuvudort i Spanien.   Den ligger i provinsen Provincia de León och regionen Kastilien och Leon, i den nordvästra delen av landet, 250 km nordväst om huvudstaden Madrid. Algadefe ligger 743 meter över havet och antalet invånare är 336.
Terrängen runt Algadefe är platt. Runt Algadefe är det glesbefolkat, med 14 invånare per kvadratkilometer. Närmaste större samhälle är Valencia de Don Juan, 9,9 km nordost om Algadefe. Trakten runt Algadefe består till största delen av jordbruksmark.